# Geraltov
Geraltov (allemand : Gerald bei Raßlawitz) est un village de Slovaquie situé dans la région de Prešov.

## Histoire
Première mention écrite du village en 1339.

## Démographie

### Évolution de la population
| Année:               | 1994. | 2004.    | 2014.    | 2024.    |
| -------------------- | ----- | -------- | -------- | -------- |
| Nombre de personnes: | 157   | 127      | 141      | 110      |
| Différence:          |       | -19,10 % | +11,02 % | -21,98 % |

| Année:               | 2023. | 2024.   |
| -------------------- | ----- | ------- |
| Nombre de personnes: | 113   | 110     |
| Différence:          |       | -2,65 % |